# Pattinaggio di figura agli XI Giochi olimpici invernali - Pattinaggio di figura femminile
La competizione del pattinaggio di figura femminile degli XI Giochi olimpici invernali si è svolta nei giorni 4 e 7 febbraio 1972 al Mikaho Gymnasium a Sapporo.

## Programma
| Data       | Evento              |
| ---------- | ------------------- |
| 4 febbraio | Figure obbligatorie |
| 7 febbraio | Figure Libere       |

## La gara
La pattinatrice austriaca Beatrix Schuba campionessa europea 1971-72 e campionessa del mondo 1971, dominò le figure obbligatorie, davanti alla statunitense Julie Lynn Holmes, alla canadese Karen Magnussen e all’altra statunitense Janet Lynn. Nelle figure libere la Lynn, campionessa statunitense dal 1969,  fu la migliore davanti alla canadese Magnussen, non fecero una buona prova la Schuba piazzandosi settima e la Holmes ottava. Ma a causa delle regole in vigore, Schuba ha comunque vinto l'oro - al primo posto tra tutti e nove i giudici. Il suo settimo posto nel pattinaggio libero è la peggiore performance in assoluto in quella sezione da parte di una medaglia d'oro olimpica, e in realtà è stata fischiata dalla folla a causa per il suo mediocre programma libero. Holmes è scesa al quarto posto, mentre Magnussen ha vinto l'argento e Janet Lynn la medaglia di bronzo.

## Risultati
| Pos.    | Atleta                  | Nazione          | Obbligatori | Obbligatori | Liberi   | Liberi | Totale   | Totale |
| Pos.    | Atleta                  | Nazione          | Ordinali    | Punti       | Ordinali | Punti  | Ordinali | Punti  |
| ------- | ----------------------- | ---------------- | ----------- | ----------- | -------- | ------ | -------- | ------ |
| Oro     | Beatrix Schuba          | Austria          | 9,0         | 1247,0      | 61,0     | 1504,5 | 9,0      | 2751,5 |
| Argento | Karen Magnussen         | Canada           | 29,0        | 1105,7      | 21,5     | 1567,5 | 23,0     | 2673,2 |
| Bronzo  | Janet Lynn              | Stati Uniti      | 44,5        | 1074,6      | 12,0     | 1588,5 | 27,0     | 2663,1 |
| 4       | Julie Lynn Holmes       | Stati Uniti      | 20,5        | 1128,5      | 66,5     | 1498,5 | 39,0     | 2627,0 |
| 5       | Zsuzsa Almássy          | Ungheria         | 47,0        | 1066,9      | 47,0     | 1525,5 | 47,0     | 2592,4 |
| 6       | Sonja Morgenstern       | Germania Est     | 71,0        | 1014,9      | 22,5     | 1564,5 | 53,0     | 2579,4 |
| 7       | Rita Trapanese          | Italia           | 45,0        | 1062,8      | 57,5     | 1512,0 | 55,0     | 2574,8 |
| 8       | Christine Errath        | Germania Est     | 102,0       | 962,3       | 50,5     | 1527,0 | 78,0     | 2489,3 |
| 9       | Charlotte Walter        | Svizzera         | 69,0        | 1034,8      | 119,0    | 1432,5 | 86,0     | 2467,3 |
| 10      | Kazumi Yamashita        | Giappone         | 87,0        | 984,4       | 95,0     | 1465,5 | 93,0     | 2449,9 |
| 11      | Jean Scott              | Gran Bretagna    | 83,0        | 986,3       | 103,5    | 1450,5 | 101,0    | 2436,8 |
| 12      | Suna Murray             | Stati Uniti      | 114,0       | 939,7       | 78,0     | 1486,5 | 102,0    | 2426,2 |
| 13      | Cathy Lee Irwin         | Canada           | 116,5       | 943,4       | 113,5    | 1440,0 | 116,0    | 2383,4 |
| 14      | Isabel Duval de Navarre | Germania Ovest   | 137,0       | 916,5       | 119,5    | 1423,5 | 128,0    | 2340,0 |
| 15      | Anita Johansson         | Svezia           | 119,0       | 937,8       | 135,0    | 1411,5 | 131,0    | 2349,3 |
| 16      | Dianne de Leeuw         | Paesi Bassi      | 133,5       | 918,7       | 142,5    | 1380,0 | 143,0    | 2298,7 |
| 17      | Sonja Balun             | Austria          | 150,0       | 895,6       | 149,0    | 1365,0 | 148,0    | 2260,6 |
| 18      | Marina Sanaya           | Unione Sovietica | 168,0       | 827,6       | 147,5    | 1371,0 | 160,0    | 2198,6 |
| 19      | Chang Myung-Su          | Corea del Sud    | 165,0       | 840,5       | 169,0    | 1276,5 | 171,0    | 2117,0 |